# Mandan (langue)
Pour le peuple, voir Mandans.
Le mandan (autonyme: nų́ʔetaːre) est une langue amérindienne de la famille des langues siouanes.
Le mandan était parlé dans la réserve indienne de Fort Berthold, aux États-Unis, dans le Dakota du Nord, dans laquelle les Mandans vivent avec les nations Hidatsa et Arikara. En 1997, Mauricio Mixco estimait le nombre de locuteurs de langue maternelle à moins de 10 personnes plus quelques semi-locuteurs. La langue s'est éteinte avec la mort de son dernier locuteur, Edwin Benson, à l'âge de 85 ans.

## Variétés
Nous savons peu de choses des dialectes parlés avant l'époque du contact avec les Américains. La destruction de la tribu en 1837, les mariages inter-ethniques avec leurs alliés hidatsas et arikaras et la construction d'un barrage à Fort Berthold en 1951, ont abouti au déclin de la langue et à la disparition des variétés dialectales.
Les seuls témoignages que nous avons sont ceux de voyageurs au XIXe siècle. En 1834, le prince Maximilien de Wied-Neuwied relève un vocabulaire du dialecte ruptare à Fort Clark, dans le Dakota du Nord.

## Phonologie

### Consonnes
|           | Bilabiale | Dentale | Palatale | Vélaire | Glottale |
| --------- | --------- | ------- | -------- | ------- | -------- |
| Occlusive | p [p]     | t [t]   |          | k [k]   | ʾ [ʔ]    |
| Fricative |           | s [s]   | š [ ʃ ]  | x [ x]  | h [h]    |
| Affriquée |           |         | č [ t͡ʃ ] |         |          |
| Liquide   |           | r [r]   |          |         |          |
| Nasale    | w [w]     |         |          |         |          |